# Jewgeni
Jewgeni (Evgeny; russisch Евгений; wiss. Transliteration Evgenij) ist ein russischer, männlicher Vorname und die russische Form des altgriechischen Namens Eugenēs (gr. εὐγενής), der im deutschsprachigen Raum die Form Eugen hat. Die weibliche Form ist Jewgenija.

## Namensträger

### A
- Jewgeni Michailowitsch Abalakow (1907–1948), sowjetischer Bergsteiger
- Jauhen Abramenka (Jewgeni Sergejewitsch Abramenko; * 1987), belarussischer Biathlet
- Jewgeni Olegowitsch Adamow (* 1939), russischer Atomwissenschaftler; von 1998 bis 2001 russischer Minister für Atomenergie
- Jewgeni Afinejewski (* 1972), sowjetisch-israelisch-amerikanischer Regisseur und Produzent
- Jewgeni Walerjewitsch Aldonin (* 1980), russischer Fußballspieler
- Jewgeni Iwanowitsch Alexejew (1843–1917), russischer Admiral
- Jewgeni Wladimirowitsch Alexejew (* 1985), russischer Schachspieler
- Jewgeni Nikolajewitsch Andrejew (1926–2000), russischer Testpilot und Fallschirmspringer
- Jewgeni Alexandrowitsch Arschanow (* 1948), sowjetischer Mittelstreckenläufer
- Jewgeni Jewgenjewitsch Artjuchin (* 1983), russischer Eishockeyspieler
- Jewgeni Awertschenko (* 1982), kasachischer Fußballspieler

### B
- Jewgeni Makarowitsch Babitsch (1921–1972), sowjetischer Eishockeyspieler und -trainer sowie Fußballspieler
- Jewgeni Abramowitsch Baratynski (1800–1844), russischer Offizier, Schriftsteller und Dichter
- Jewgeni Ilgisowitsch Barejew (* 1966), russischer Schachspieler
- Jewgeni Franzewitsch Bauer (1865–1917), russischer Filmregisseur
- Jewgeni Prokopjewitsch Beljajew (1954–2003), russischer Skilangläufer
- Jewgeni Wladimirowitsch Beloscheikin (1966–1999), russischer Eishockeytorwart
- Jewgeni Alexandrowitsch Beloussow (* 1970), sowjetischer Amateurboxer im Superschwergewicht
- Jewgeni Walentinowitsch Bersin (* 1970), russischer Profi-Radrennfahrer
- Jewgeni Nikolajewitsch Birjukow (* 1986), russischer Eishockeyspieler
- Jewgeni Alexandrowitsch Bodrow (* 1988), russischer Eishockeyspieler
- Jewgeni Sergejewitsch Botkin (1865–1918), Leibarzt der Familie des letzten russischen Zaren Nikolaus II.
- Jewgeni Bulantschik (1922–1996), sowjetischer Hürdenläufer
- Jewgeni Alexandrowitsch Bussygin (* 1987), russischer Eishockeyspieler

### C
- Jewgeni Ananjewitsch Chaldei (1917–1997), sowjetischer Fotograf
- Jewgeni Wladimirowitsch Chazei (1976–2023), russischer Eishockeyspieler
- Jewgeni Wassiljewitsch Chrunow (1933–2000), sowjetischer Kosmonaut

### D
- Jewgeni Anatoljewitsch Dadonow (* 1989), russischer Eishockeyspieler
- Jewgeni Witaljewitsch Dawydow (* 1967), russischer Eishockeyspieler
- Jewgeni Alexandrowitsch Dementjew (* 1983), russischer Skilangläufer
- Jewgeni Aronowitsch Dolmatowski (1915–1994), sowjetischer Dichter und Liedtexter
- Jewgeni Fjodorowitsch Dragunow (1920–1991), sowjetischer (russischer) Waffenkonstrukteur
- Jewgeni Alexandrowitsch Dubrowin (* 1986), russischer Eishockeyspieler

### F
- Jewgeni Fadejew (* 1982), kasachischer Eishockeyspieler
- Jewgeni Alexandrowitsch Fedossow (* 1929), sowjetisch-russischer Kybernetiker und Hochschullehrer
- Jewgeni Lwowitsch Feinberg (1912–2005), russischer theoretischer Physiker
- Jewgeni Jurjewitsch Fjodorow (* 1980), russischer Eishockeyspieler
- Jewgeni Konstantinowitsch Fjodorow (1910–1981), sowjetischer Geophysiker und Polarforscher

### G
- Jewgeni Alexandrowitsch Garanitschew (* 1988), russischer Biathlet
- Jewgeni Walerjewitsch Gladskich (* 1982), russischer Eishockeyspieler
- Jewgeni Alexandrowitsch Gnedin (1898–1983), sowjetischer Journalist und Diplomat
- Jewgeni Kirillowitsch Golubew (1910–1988), russischer Komponist
- Jewgeni Alexandrowitsch Gorodow (* 1985), russischer Fußballtorwart
- Jewgeni Igorewitsch Gratschow (* 1990), russischer Eishockeyspieler
- Jewgeni Nikolajewitsch Grigorjew (1899–1981), sowjetischer Schauspieler
- Jewgeni Romanowitsch Grischin (1931–2005), sowjetischer Eisschnellläufer
- Jewgeni Walerjewitsch Grischkowez (* 1967), russischer Erzähler, Theater-Regisseur, Autor und Schauspieler
- Jewgeni Nikolajewitsch Groschew (1937–2013), sowjetisch-russischer Eishockeyspieler
- Jewgeni Alexejewitsch Gurow (1897–1987), sowjetischer Schauspieler

### I
- Jewgeni Filippowitsch Iwanowski (1918–1991), sowjetischer Armeegeneral
- Jewgeni Alexandrowitsch Iwanuschkin (* 1979), russischer Bandyspieler

### J
- Jewgeni Jakowlew (* 1980), kasachischer Radrennfahrer
- Jewgeni Jarowenko (* 1963), sowjetisch-kasachischer Fußballspieler und -trainer
- Jewgeni Afanassjewitsch Jewsjukow (* 1950), sowjetischer Geher
- Jewgeni Alexandrowitsch Jewstignejew (1926–1992), russischer Film- und Theaterschauspieler
- Jewgeni Alexandrowitsch Jewtuschenko (1932–2017), russischer Dichter und Schriftsteller
- Jewgeni Michailowitsch Jorkin (1932–1982), russischer Eishockeytorwart

### K
- Jewgeni Alexandrowitsch Kafelnikow (* 1974), russischer Tennisspieler
- Jewgeni Walentinowitsch Kasperski (* 1965), Experte für Computersicherheit
- Jewgeni Petrowitsch Katajew (auch: Jewgeni Petrow; 1903–1942), russisch-sowjetischer Schriftsteller
- Jewgeni Kazura (1937–1967), sowjetischer Gewichtheber
- Jewgeni Nikolajewitsch Ketow (* 1986), russischer Eishockeyspieler
- Jewgeni Alexejewitsch Kisseljow (* 1956), russischer Fernsehjournalist
- Jewgeni Igorewitsch Kissin (* 1971), russischer Pianist
- Jewgeni Stepanowitsch Kobylinski (1875–1927), russischer Offizier
- Jewgeni Olegowitsch Konobri (* 1985), russischer Eishockeytorwart
- Jewgeni Koreschkow (* 1970), kasachischer Eishockeyspieler und -trainer
- Jewgeni Alexandrowitsch Koroljow (* 1949), russischer Pianist
- Jewgeni Jewgenjewitsch Koroljow (* 1988), russischer Tennisspieler
- Jewgeni Stepanowitsch Koroljow (* 1978), russischer Eishockeyspieler
- Jewgeni Jewgenjewitsch Korotyschkin (* 1983), russischer Schwimmer
- Jewgeni Alexandrowitsch Kowaljow (* 1989), russischer Radsportler
- Jewgeni Pawlowitsch Krylatow (1934–2019), sowjetischer und russischer Komponist
- Jewgeni Nikolajewitsch Kulikow (* 1950), sowjetischer Eisschnellläufer
- Jewgeni Jewgenjewitsch Kusnezow (* 1992), russischer Eishockeyspieler
- Jewgeni Wladimirowitsch Kusnezow (* 1990), russischer Wasserspringer

### L
- Jewgeni Alexandrowitsch Lagunow (* 1985), russischer Schwimmer
- Jewgeni Alexejewitsch Lalenkow (* 1981), russischer Eisschnelllauf-Allrounder
- Jewgeni Michailowitsch Landis (1921–1997), sowjetischer Mathematiker und Informatiker
- Jewgeni Jewgenjewitsch Lansere (1875–1946), russischer bzw. sowjetischer Maler, Buchkünstler und Mitglied der Künstlervereinigung Mir Iskusstwa
- Jewgeni Pawlowitsch Leonow (1926–1994), sowjetischer und russischer Theater- und Filmschauspieler
- Jewgeni Adolfowitsch Lewinson (1894–1968), sowjetischer Architekt
- Jewgeni Michailowitsch Lifschitz (1915–1985), sowjetischer Physiker
- Jewgeni Wadimowitsch Lobanow (* 1984), russischer Eishockeytorwart
- Jewgeni Iwanowitsch Lopatin (1917–2011), sowjetischer Gewichtheber
- Jewgeni Jurjewitsch Lukjanenko (* 1985), russischer Stabhochspringer
- Jewgeni Wladimirowitsch Luschnikow (* 1976), russischer Handballspieler

### M
- Jewgeni Alexandrowitsch Majorow (1938–1997), russischer Eishockeyspieler
- Jewgeni Michailowitsch Makarenko (* 1975), russischer Boxer
- Jewgeni Wladimirowitsch Malkin (* 1986), russischer Eishockeyspieler
- Jewgeni Iwanowitsch Maskinskow (1930–1985), sowjetischer Leichtathlet
- Jewgeni Wassiljewitsch Mawlejew (1948–1995), russischer Klassischer Archäologe
- Jewgeni Wladimirowitsch Medwedew (* 1982), russischer Eishockeyspieler
- Jewgeni Karlowitsch Miller (1867–1939), General der zaristischen Armee und einer der Führer der Weißen im russischen Bürgerkrieg
- Jewgeni Gawrilowitsch Minajew (1933–1993), sowjetischer Gewichtheber
- Jewgeni Dmitrijewitsch Mischakow (1941–2007), russischer Eishockeyspieler
- Jewgeni Wladimirowitsch Mons (* 1989), russischer Eishockeyspieler
- Jewgeni Alexandrowitsch Morgunow (1927–1999), sowjetischer bzw. russischer Schauspieler
- Jewgeni Wladimirowitsch Morosow (* 2001), russischer Fußballspieler
- Jewgeni Wjatscheslawowitsch Moser (* 1993), russischer Eishockeyspieler
- Jewgeni Alexandrowitsch Mrawinski (1903–1988), russischer Dirigent

### N
- Jewgeni Wiktorowitsch Nabokow (* 1975), russisch-kasachischer Eishockeytorwart
- Jewgeni Jurjewitsch Najer (* 1977), russischer Schachspieler
- Jewgeni Wiktorowitsch Nalimow (* 1965), russischer Mathematiker und Schachprogrammierer
- Jewgeni Nepomnjatschschi (* 1987), kasachischer Radrennfahrer
- Jewgeni Maximowitsch Nowikow (* 1990), russischer Rallyefahrer
- Jewgeni Wassiljewitsch Nowikow (1924–1973), sowjetischer Gewichtheber

### O
- Jewgeni Jewgenjewitsch Obermiller (1901–1935), russischer Orientalist, Tibetologe, Sanskritist und Buddhologe
- Jewgeni Petrowitsch Obolenski (1796–1865), russischer Fürst aus dem Haus Obolenski, Garde-Offizier der kaiserlich-russischen Armee und Teilnehmer des Dekabristen-Aufstandes

### P
- Jewgeni Iwanowitsch Paladjew (1948–2010), sowjetischer Eishockeyspieler
- Jewgeni Panajotow (* 1989), bulgarischer Straßenradrennfahrer
- Jewgeni Bronislawowitsch Paschukanis (1891–1937), sowjetischer Jurist und Rechtsphilosoph
- Jewgeni Oskarowitsch Paton (1870–1953), sowjetischer Brückenbauer und Erfinder
- Jewgeni N. Pawlowski (1884–1965), russischer Zoologe
- Jewgeni Waganowitsch Petrossjan (* 1945), sowjetischer Komiker
- Jewgeni Petrow, Pseudonym von Jewgeni Petrowitsch Katajew (1903–1942), sowjetischer Schriftsteller
- Jewgeni Wladimirowitsch Petrow (* 1978), russischer Radrennfahrer
- Jewgeni Pewnow (* 1989), deutscher Handballspieler russischer Herkunft, siehe Evgeni Pevnov
- Jewgeni Arkadjewitsch Platow (* 1967), russischer Eiskunstläufer
- Jewgeni Wiktorowitsch Pljuschtschenko (* 1982), russischer Eiskunstläufer
- Jewgeni Jewgenjewitsch Podkletnow (* 1955), russischer Chemiker und Materialwissenschaftler
- Jewgeni Walerjewitsch Pomasan (* 1989), russischer Fußballspieler
- Jewgeni Alexandrowitsch Popow (* 1984), russischer Radsportler
- Jewgeni Anatoljewitsch Popow (* 1946), russischer Schriftsteller
- Jewgeni Sergejewitsch Popow (* 1976), russischer Bobfahrer
- Jewgeni Alexejewitsch Preobraschenski (1886–1937), sowjetischer Revolutionär und Politiker
- Jewgeni Wiktorowitsch Prigoschin (1961–2023), russischer Unternehmer und Chef der paramilitärischen Organisation Gruppe Wagner
- Jewgeni Maximowitsch Primakow (1929–2015), russischer Politiker und Diplomat

### R
- Jewgeni Pawlowitsch Raphof (1859–1919), russischer Pianist und Musikpädagoge
- Jewgeni Ring (* 1987), russischer Jazzmusiker
- Jewgeni Alexandrowitsch Rjassenski (* 1987), russischer Eishockeyspieler
- Jewgeni Alexandrowitsch Rodionow (1977–1996), russischer Soldat, Heiliger der Russisch-Orthodoxen Kirche
- Jewgeni Lasarewitsch Roschal (* 1972), russischer Programmierer
- Jewgeni Abramowitsch Rosenblum (1919–2000), sowjetischer Architekt, Designer und Hochschullehrer
- Jewgeni Wladimirowitsch Romasko (* 1982), russischer Eishockey-Schiedsrichter
- Jewgeni Wassiljewitsch Rudakow (1942–2011), sowjetischer Fußballspieler
- Jewgeni Rymarew (* 1988), kasachischer Eishockeyspieler

### S
- Jewgeni Wiktorowitsch Sadowy (* 1973), russischer Schwimmer
- Jewgeni Iwanowitsch Samjatin (1884–1937), russischer Revolutionär und Schriftsteller
- Jewgeni Walerianowitsch Samoilow (1912–2006), russischer Schauspieler
- Jewgeni Borissowitsch Samsonow (1926–2014), sowjetischer Ruderer, Olympiazweiter und russischer Rudertrainer
- Jewgeni Konstantinowitsch Sawoiski (1907–1976), russischer Physiker
- Jewgeni Lwowitsch Schwarz (1896–1958), russischer Schriftsteller und Dramatiker
- Jewgeni Markowitsch Schwidler (englisch: Eugene Shvidler; * 1964), russischer Öl-Milliardär
- Jewgeni Wladimirowitsch Sidichin (* 1964), russischer Schauspieler
- Jewgeni Wladimirowitsch Simin (1947–2018), russischer Eishockeyspieler und -trainer
- Jewgeni Jewgenjewitsch Sluzki (1880–1948), sowjetischer mathematischer Statistiker und Ökonom
- Jewgeni Wladimirowitsch Sokolow (* 1984), russischer Radrennfahrer
- Jewgeni Jewgenjewitsch Stalew (* 1979), russischer Poolbillardspieler
- Jewgeni Konstantinowitsch Suworow (1880–1953), russisch-sowjetischer Zoologe, Ichthyologe und Forscher auf dem Gebiet der Fischzucht
- Jewgeni Ellinowitsch Sweschnikow (1950–2021), russisch-lettischer Schachgroßmeister und -theoretiker
- Jewgeni Fjodorowitsch Swetlanow (1928–2002), russischer Dirigent, Komponist und Pianist

### T
- Jewgeni Wiktorowitsch Tarle (1874–1955), sowjetischer Historiker und Wissenschaftler der Russischen Akademie der Wissenschaften
- Jewgeni Iwanowitsch Tolstikow (1913–1987), sowjetischer Polarforscher
- Jewgeni Jurjewitsch Tomaschewski (* 1987), russischer Schachmeister
- Jewgeni Wassiljewitsch Trefilow (* 1955), russischer Handballtrainer und -spieler
- Jewgeni Iwanowitsch Tschasow (1929–2021), russischer Kardiologe und sowjetischer Gesundheitsminister
- Jewgeni Alexandrowitsch Tschigischew (* 1979), russischer Gewichtheber

### U
- Jewgeni Iwanowitsch Umnow (1913–1989), russischer Komponist und Autor im Schach
- Jewgeni Romanowitsch Ustjugow (* 1985), russischer Biathlet und Olympiasieger

### W
- Jewgeni Wiktorowitsch Warlamow (* 1976), estnisch-russischer Eishockeyspieler
- Jewgeni Andrejewitsch Wassjukow (1933–2018), sowjetischer bzw. russischer Schachgroßmeister
- Jewgeni Wladimirow (* 1957), kasachischer Schachspieler und -trainer
- Jewgeni Wiktorowitsch Wutschetitsch (1908–1974), sowjetischer Bildhauer und Künstler

### Z
- Jewgeni Wassiljewitsch Zaregorodzew (* 1983), russischer Eishockeytorwart